# تیم ملی کریکت نپال

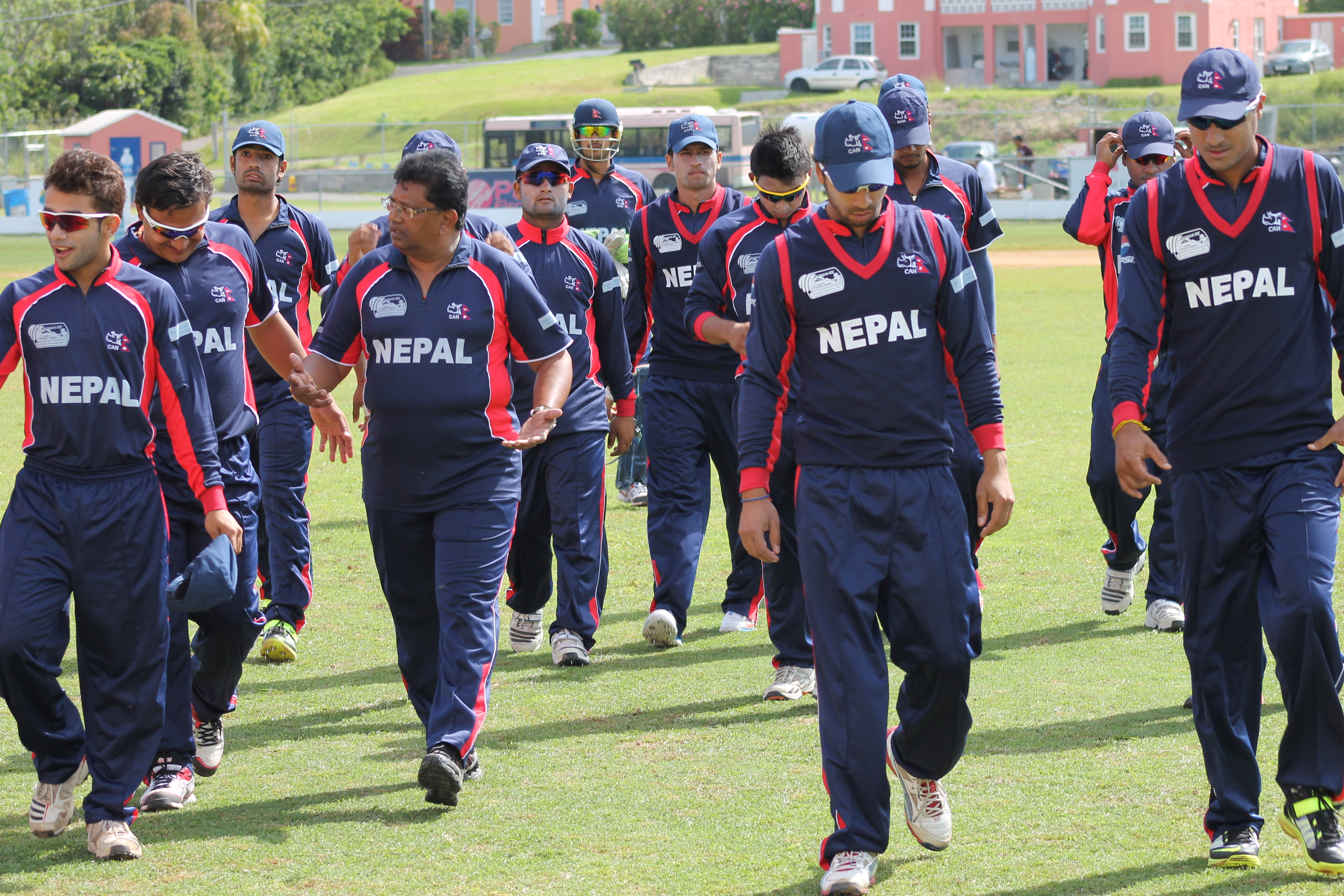
تیم ملی کریکت نپال در مجمع الجزایر برمودا

تیم ملی کریکت نپال (نپالی: नेपाल राष्ट्रिय क्रिकेट टीम) با نام مستعار The Rhinos and Gorkhalis، نماینده کشور نپال در کریکت بین‌المللی است و توسط انجمن کریکت نپال (CAN) اداره می‌شود. این تیم از سال ۱۹۹۶ عضو وابسته شورای بین‌المللی کریکت (ICC) بوده‌است. تیم ملی کریکت نپال در ژوئن ۲۰۱۴ از سوی ICC وضعیت بین‌المللی Twenty20 (T20I) را تا مسابقات انتخابی ICC World Twenty20 در سال ۲۰۱۵ دریافت کرد. در ۱۵ مارس ۲۰۱۸، نپال پس از پیروزی در اولین مسابقه پلی آف در مسابقات مقدماتی جام جهانی کریکت ۲۰۱۸، برای اولین بار وضعیت بین‌المللی یک روزه (ODI) را به دست آورد (و وضعیت بین‌المللی Twenty20 را دوباره به دست آورد).